# Oleg Salenko
Oleg Anatolievici Salenko (în rusă Олег Анатольевич Саленко; în ucraineană Олег Анатолійович Саленко; n. 25 octombrie 1969, în Leningrad, Rusia) este un fost fotbalist rus, care juca pe postul de atacant.
El a marcat un număr record de 5 goluri într-un meci în faza grupelor la Campionatul Mondial de Fotbal 1994. Marcând per total 6 goluri la acea ediție a Campionatului Mondial, Salenko a devenit golgheter al turneului și a primit premiul Gheata de Aur, titluri pe care le-a împărțit cu bulgarul Hristo Stoicikov, care de asemenea a marcat 6 goluri la mondialul din 1994.

## Statistici carieră

### Club
| Club             | Sezon            | Campionat | Campionat | Cupă    | Cupă   | Europa  | Europa | Total   | Total  |
| Club             | Sezon            | Meciuri   | Goluri    | Meciuri | Goluri | Meciuri | Goluri | Meciuri | Goluri |
| ---------------- | ---------------- | --------- | --------- | ------- | ------ | ------- | ------ | ------- | ------ |
| Zenit            | 1986             | 11        | 3         | 3       | 1      | 0       | 0      | 14      | 4      |
| Zenit            | 1987             | 10        | 0         | 2       | 0      | 0       | 0      | 12      | 0      |
| Zenit            | 1988             | 26        | 7         | 1       | 0      | 0       | 0      | 27      | 7      |
| Dinamo Kiev      | 1989             | 26        | 3         | 5       | 0      | 6       | 1      | 37      | 4      |
| Dinamo Kiev      | 1990             | 21        | 4         | 4       | 5      | 4       | 2      | 29      | 11     |
| Dinamo Kiev      | 1991             | 28        | 14        | 3       | 4      | 8       | 3      | 39      | 21     |
| Dinamo Kiev      | 1992             | 16        | 7         | 4       | 1      | 4       | 1      | 24      | 9      |
| Logroñés         | 1992/93          | 16        | 7         | 0       | 0      | 0       | 0      | 16      | 7      |
| Logroñés         | 1993/94          | 31        | 16        | 6       | 5      | 0       | 0      | 37      | 21     |
| Valencia         | 1994/95          | 25        | 7         | 6       | 3      | 0       | 0      | 31      | 10     |
| Rangers          | 1995/96          | 16        | 7         | 0       | 0      | 2       | 0      | 18      | 7      |
| İstanbulspor     | 1995/96          | 15        | 11        | 0       | 0      | 0       | 0      | 15      | 11     |
| İstanbulspor     | 1996/97          | 1         | 0         | 0       | 0      | 0       | 0      | 1       | 0      |
| İstanbulspor     | 1997/98          | 2         | 0         | 0       | 0      | 0       | 0      | 2       | 0      |
| Córdoba          | 1999/00          | 3         | 0         | 2       | 0      | 0       | 0      | 4       | 0      |
| Pogoń Szczecin   | 2000/01          | 1         | 0         | 0       | 0      | 0       | 0      | 1       | 0      |
| Totaluri carieră | Totaluri carieră | 248       | 86        | 36      | 18     | 24      | 7      | 308     | 111    |

### Internațional
| Ucraina | Ucraina | Ucraina |
| An      | Meciuri | Goluri  |
| ------- | ------- | ------- |
| 1992    | 1       | 0       |
| Total   | 1       | 0       |

| Rusia | Rusia   | Rusia  |
| An    | Meciuri | Goluri |
| ----- | ------- | ------ |
| 1993  | 1       | 0      |
| 1994  | 7       | 6      |
| Total | 8       | 6      |

### Goluri internaționale
| # | Data       | STadion                          | Oponent | Scor  | Rezultat | Competiția                         |
| - | ---------- | -------------------------------- | ------- | ----- | -------- | ---------------------------------- |
| 1 | 1994-06-24 | Pontiac Silverdome, Pontiac, SUA | Suedia  | 1 – 0 | 1 – 3    | Campionatul Mondial de Fotbal 1994 |
| 2 | 1994-06-28 | Stanford Stadium, Stanford, SUA  | Camerun | 0 – 1 | 1 – 6    | Campionatul Mondial de Fotbal 1994 |
| 3 | 1994-06-28 | Stanford Stadium, Stanford, SUA  | Camerun | 0 – 2 | 1 – 6    | Campionatul Mondial de Fotbal 1994 |
| 4 | 1994-06-28 | Stanford Stadium, Stanford, SUA  | Camerun | 0 – 3 | 1 – 6    | Campionatul Mondial de Fotbal 1994 |
| 5 | 1994-06-28 | Stanford Stadium, Stanford, SUA  | Camerun | 1 – 4 | 1 – 6    | Campionatul Mondial de Fotbal 1994 |
| 6 | 1994-06-28 | Stanford Stadium, Stanford, SUA  | Camerun | 1 – 5 | 1 – 6    | Campionatul Mondial de Fotbal 1994 |